# Harty (efternamn)
Det irländska namnet Harty har anor från medeltiden. Släktvapnet är en röd sköld med ett gyllene lejon i mitten med ett silverhjärta undertill.
Första dokumentationerna på namnet återfinns i det gamla kungadömet Tara, som låg i det nuvarande Meath. 
Släktmottot på latin är "fortis et fideliter" med betydelsen "stark och trogen".
På gaeliska skrevs namnet O hAirt.

## Kända personer med namnet Harty
Sir Hamilton Harty (1879-1941), kompositör
Russell Harty (1934-1988), engelsk programledare